# پایان نفس‌گیر

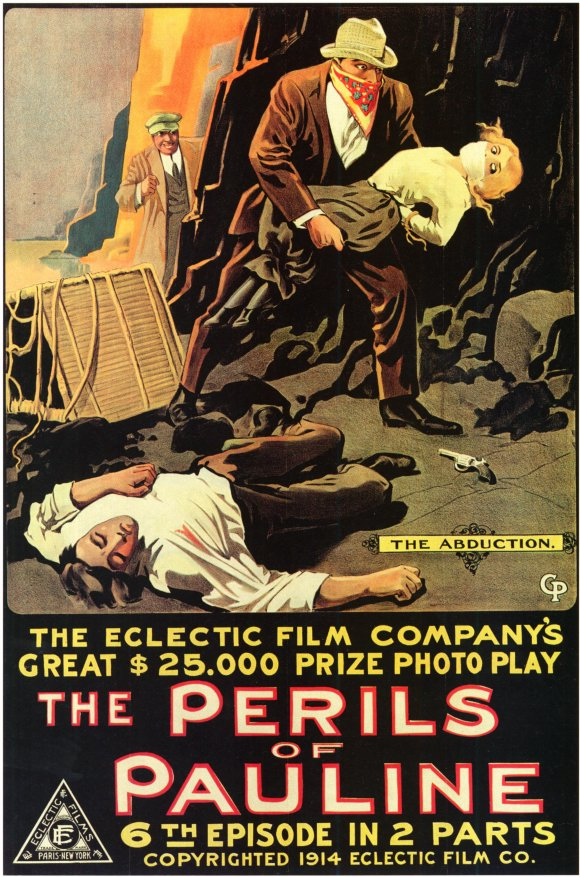
پوستر سریال "مخاطرات پاولین" که اصطلاح پایان نفس‌گیر با پخش آن رواج یافت.

بسیاری از داستان‌ها، فیلم‌ها و برنامه‌های تلویزیونی تخیلی می‌کوشند پایان هر قسمت از فصل یا برنامه خود را با هیجان‌انگیزترین صحنه به پایان برسانند تا این امر مشوقی باشد برای بازگشت بیننده به ادامه برنامه. به این صحنه‌های هیجان‌انگیز پایانی اصطلاحاً پایان نفس‌گیر یا پایان هیجان‌انگیز گفته می‌شود.
در پایان‌های نفس‌گیر، شخصیت اصلی داستان معمولاً با وضعیتی مخاطره‌آمیز روبه‌رو است یا در تصمیم‌های خود بر سر یک دوراهی دشوار قرار گرفته‌است. در بن‌بست قرار گرفتن وضعیت، یا افشای ناگهانی امری شوک‌آور از دیگر ترفندهای ایجاد پایان‌های نفس‌گیر است.
بینندگان معمولاً علاقه‌مندند با تماشای قسمت‌های بعدی کشف کنند که شخصیت اصلی این مخاطرات یا دشواری‌ها را چگونه حل و چاره می‌کند.
پایان‌های نفس‌گیر از تم‌های اصلی داستان‌های هزار و یک شب است که در آن شهرزاد قصه‌گو ناچار است هر شب داستان‌های خود را با یک پایان نفس‌گیر تمام کند تا علاقه شهریار به شنیدن ادامه داستان باعث شود اعدام شهرزاد به تأخیر بیفتد.